# Боривоје Ристић
Боривоје Ристић (Лесковац, 19. септембар 1983) српски је фудбалски голман.

## Трофеји

### БАСК
- Прва лига Србије (1) : 2010/11.

### Чукарички
- Куп Србије (1) : 2014/15.